# Dekanija Slovenska Bistrica
Dekanija Slovenska Bistrica je rimskokatoliška dekanija, ki spada pod okrilje nadškofije Maribor. 

## Župnije
- Gornja Polskava
- Spodnja Polskava
- Slovenska Bistrica
- Črešnjevec
- Makole
- Studenice
- Poljčane
- Laporje
- sv. Venčesl
- Tinje
- Šmartno na Pohorju